# Leichtathletik-Europameisterschaften 1938/Speerwurf der Männer

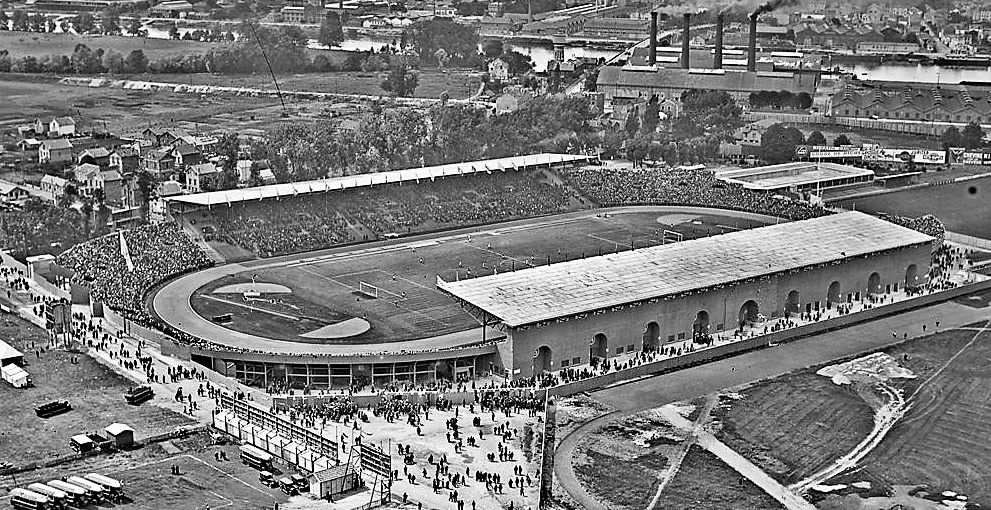
Olympiastadion in Paris 1924

Der Speerwurf der Männer bei den Leichtathletik-Europameisterschaften 1938 wurde am 3. September 1938 im Stade Olympique der französischen Hauptstadt Paris ausgetragen.
In diesem Wettbewerb gab es einen finnischen Doppelsieg. Europameister wurde Titelverteidiger Matti Järvinen. Er siegte vor dem Weltrekordler Yrjö Nikkanen. Bronze gewann der Ungar József Várszegi.

## Rekorde

### Bestehende Rekorde
| Weltrekord           | 77,87 m | Yrjö Nikkanen  | Karhula, Finnland | 25. August 1938   |
| Europarekord         | 77,87 m | Yrjö Nikkanen  | Karhula, Finnland | 25. August 1938   |
| Meisterschaftsrekord | 76,66 m | Matti Järvinen | EM Turin, Italien | 7. September 1934 |

### Rekordverbesserungen
Es gab eine Verbesserung des bestehenden EM-Rekords. Darüber hinaus wurde ein neuer Landesrekord aufgestellt.
- Meisterschaftsrekord: 76,87 m – Matti Järvinen (Finnland), Finale am 3. September, sechster Versuch
- Landesrekord: 72,78 m – József Várszegi (Ungarn), Finale am 3. September, sechster Versuch

## Durchführung
Die elf Teilnehmer traten zu einem gemeinsamen Finale an. Jedem Werfer standen zunächst drei Versuche zur Verfügung. Die besten sechs Athleten konnten anschließend weitere drei Versuche absolvieren. Im Endresultat kam am Ende für jeden Teilnehmer sein jeweils bester Wurf in die Wertung.

## Finale

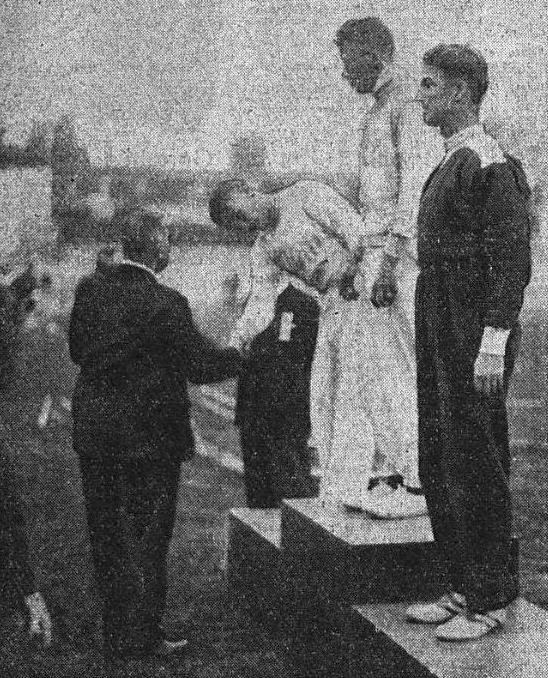
Siegerehrung für die Speerwerfer (v. l. n. r.): Yrjö Nikkanen, Matti Järvinen, József Várszegi

3. September 1938, 16.20 Uhr
| Platz | Name              | Nation             | 1. Versuch | 2. Versuch | 3. Versuch | 4. Versuch                              | 5. Versuch                              | 6. Versuch                              | Endresultat |
| ----- | ----------------- | ------------------ | ---------- | ---------- | ---------- | --------------------------------------- | --------------------------------------- | --------------------------------------- | ----------- |
| 1     | Matti Järvinen    | Finnland           | 71,38 m    | 71,66 m    | 74,82 m    | 75,50 m                                 | 76,40 m                                 | 76,87 m CR                              | 76,87 m CR  |
| 2     | Yrjö Nikkanen     | Finnland           | x          | 66,94 m    | x          | –                                       | –                                       | 75,00 m                                 | 75,00 m     |
| 3     | József Várszegi   | Ungarn             | x          | 66,81 m    | 63,12 m    | 68,90 m                                 | 69,09 m                                 | 72,78 m NR                              | 72,78 m NR  |
| 4     | Gustav Sule       | Estland            | x          | 63,62 m    | 68,60 m    | x                                       | x                                       | 70,50 m                                 | 70,50 m     |
| 5     | Friedrich Issak   | Estland            | x          | 63,32 m    | 70,10 m    | –                                       | –                                       | 70,23 m                                 | 70,23 m     |
| 6     | Lennart Atterwall | Schweden           | 67,88 m    | x          | 66,63 m    | –                                       | –                                       | 68,58 m                                 | 68,58 m     |
|       |                   |                    |            |            |            |                                         |                                         |                                         |             |
| 7     | Gerhard Stöck     | Deutsches Reich    | 61,87 m    | 65,34 m    | 61,77 m    | nicht im Finale der besten sechs Werfer | nicht im Finale der besten sechs Werfer | nicht im Finale der besten sechs Werfer | 65,34 m     |
| 8     | Oskar Ospelt      | Liechtenstein      | 57,63 m    | 54,89 m    | 58,83 m    | nicht im Finale der besten sechs Werfer | nicht im Finale der besten sechs Werfer | nicht im Finale der besten sechs Werfer | 58,83 m     |
| 9     | Roger Frinot      | Frankreich         | 58,40 m    | 54,63 m    | x          | nicht im Finale der besten sechs Werfer | nicht im Finale der besten sechs Werfer | nicht im Finale der besten sechs Werfer | 58,40 m     |
| 10    | Raffaele Drei     | Königreich Italien | x          | x          | 55,98 m    | nicht im Finale der besten sechs Werfer | nicht im Finale der besten sechs Werfer | nicht im Finale der besten sechs Werfer | 55,98 m     |
| 11    | Marc Dore         | Frankreich         | x          | x          | 52,18 m    | nicht im Finale der besten sechs Werfer | nicht im Finale der besten sechs Werfer | nicht im Finale der besten sechs Werfer | 52,18 m     |
| DNS   | Josef Neumann     | Schweiz            |            |            |            |                                         |                                         |                                         |             |

Der Wettkampf begann recht zäh, nur der finnische Titelverteidiger Matti Järvinen konnte sein Potential von Beginn an ausschöpfen. Alle anderen Teilnehmer, darunter der deutsche Olympiasieger von 1936 Gerhard Stöck und der finnische Weltrekordinhaber Yrjö Nikkanen, blieben mit ihren Würfen deutlich unter der Marke von siebzig Metern. Nach dem ersten Durchgang führte Järvinen mit 71,38 m, am nächsten kam ihm noch der Schwede Lennart Atterwall (67,88 m). Daran änderte sich in Runde zwei noch nichts, doch nun gelangen vier Werfern, die zunächst ungültige Versuche hatten, Weiten von über oder knapp unter 65 Metern. Nikkanen lag mit 66,94 m auf Rang drei vor dem Ungarn József Várszegi (66,81 m). In der dritten Versuchsreihe baute Järvinen seine Führung mit einem Wurf auf 74,82 m weiter aus. Mit dem Esten Friedrich Isaak übertraf nun zumindest ein weiterer Wettbewerber die 70-Meter-Marke, seine 70,10 m brachten ihn zwischenzeitlich auf den Silberrang. Isaaks Landsmann Gustav Sule verbesserte sich mit 68,60 m auf den dritten Platz vor Atterwall, Nikkanen und Várszegi. Diese Athleten bestritten anschließend das Finale der besten Sechs. Olympiasieger Stöck musste sich mit 65,34 m aus Runde zwei mit Rang sieben begnügen.
In den Versuchsreihen vier und fünf gab es lediglich für den weiter führenden Järvinen (75,50 m / 76,40 m) und Várszegi, der sich mit zunächst 68,90 m und anschließenden 69,09 m auf den Bronzerang setzte, weitere Verbesserungen.
Im letzten Durchgang nahm die Konkurrenz noch einmal richtig Fahrt auf. Alle sechs Werfer steigerten sich, drei von ihnen sehr deutlich. Matti Järvinen erzielte mit 76,87 m einen neuen Meisterschaftsrekord. Mit all seinen Versuchen hatte er die 70-Meter-Marke übertroffen und gewann erneut die Goldmedaille. Yrjö Nikkanen verbesserte sich mit seinem nun zweiten gültigen Wurf um mehr als acht Meter und wurde mit genau 75,00 Metern Vizeeuropameister. Mt 72,78 m erzielte József Várszegi einen neuen ungarischen Landesrekord und gewann die Bronzemedaille. Auch Gustav Sule übertraf mit 70,50 m die 70-Meter-Marke, damit wurde er Vierter. Der fünftplatzierte Friedrich Issak steigerte sich auf 70,23 m. Lennart Atterwall erzielte 68,58 m und belegte mit dieser Weite Rang sechs.

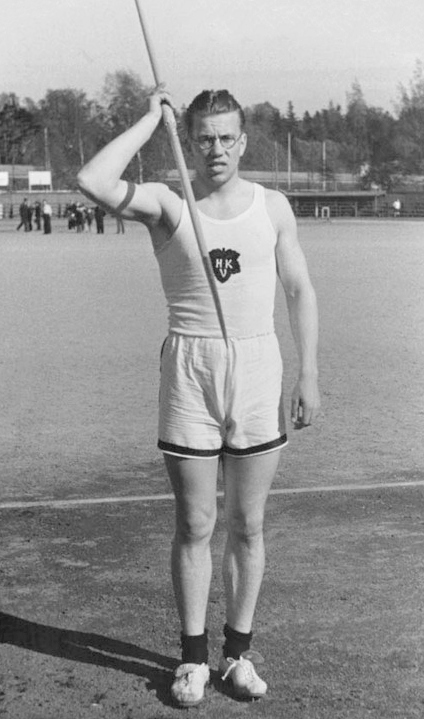
Europameister Matti Järvinen verteidigte seinen Titel mit neuem EM-Rekord
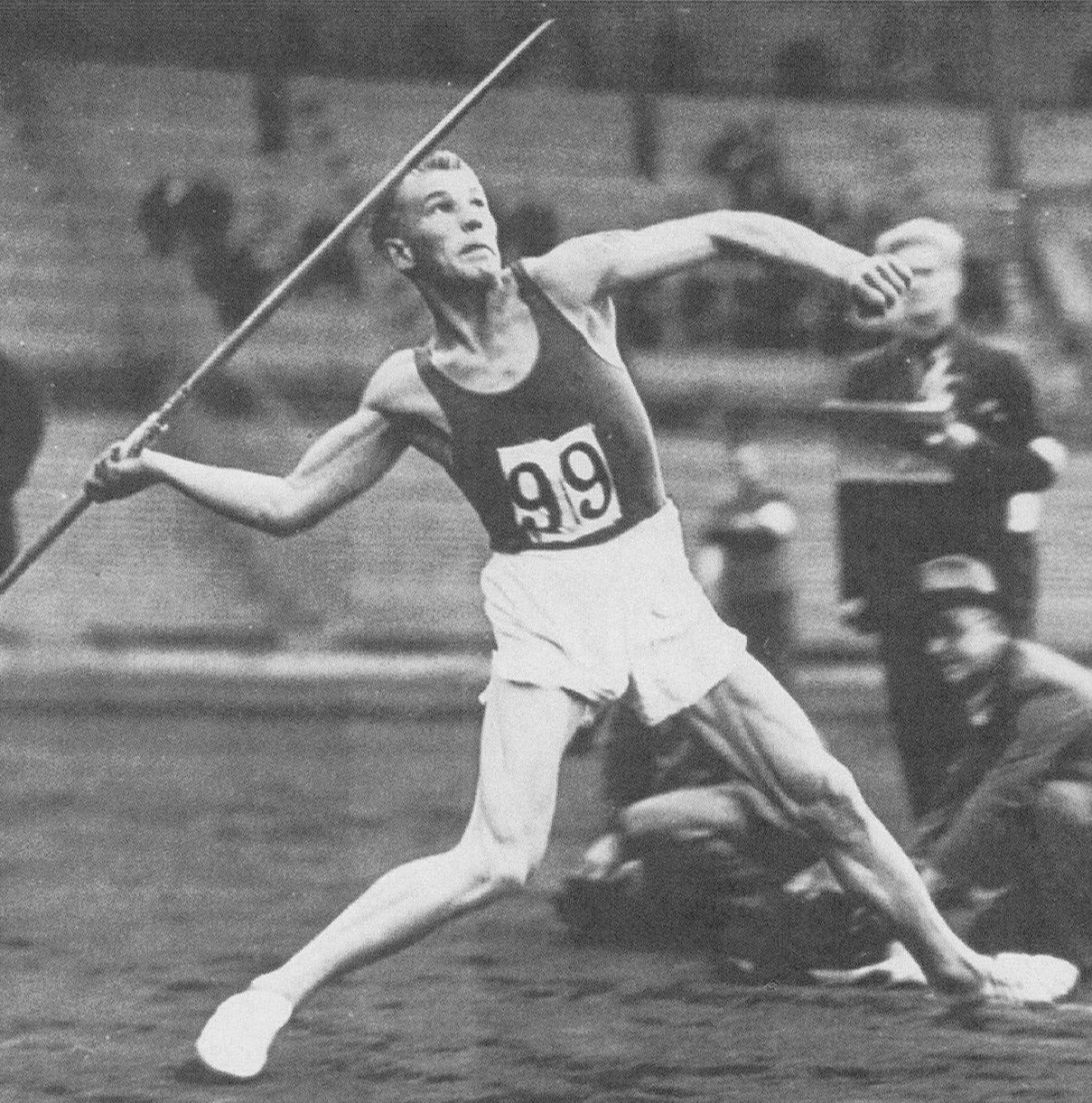
Weltrekordler Yrjö Nikkanen rettete Silber mit seinem letzten Wurf
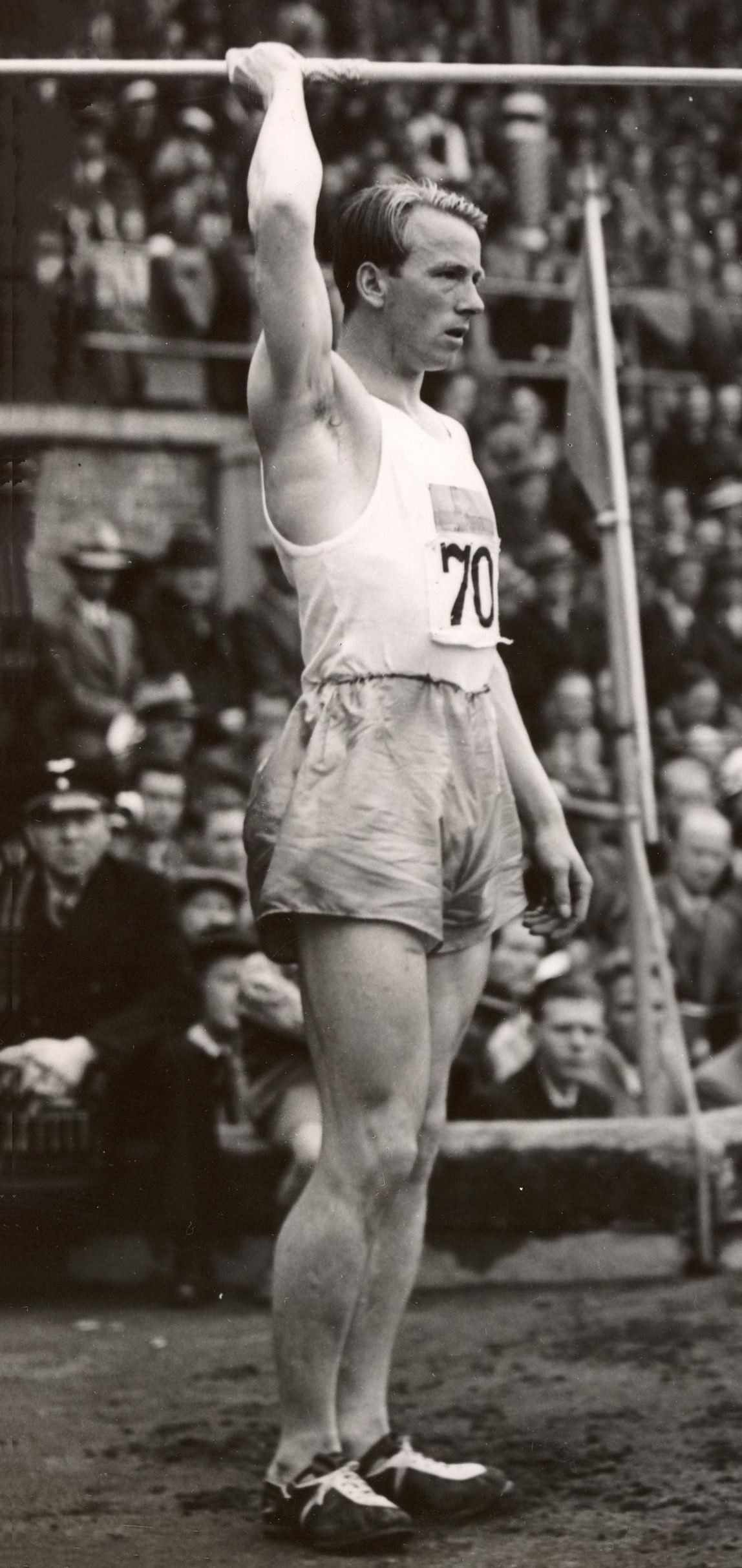
Lennart Atterwall kam auf den sechsten Platz